# Francesco Friedrich
Francesco Friedrich (ur. 2 maja 1990 w Pirnie) – niemiecki bobsleista, pilot boba, czterokrotny mistrz olimpijski, wielokrotny medalista mistrzostw świata oraz mistrzostw Europy, wielokrotny zdobywca Pucharu Świata, trzykrotny mistrz świata juniorów.

## Kariera
Starty na arenie międzynarodowej rozpoczął w listopadzie 2009 roku w zawodach z cyklu Pucharu Europy. W zawodach tej rangi wielokrotnie zwyciężał w konkursach dwójek oraz czwórek. Okazał się też najlepszy w klasyfikacji generalnej dwójek w sezonach 2010/2011 i 2011/2012 oraz w klasyfikacji czwórek w sezonie 2011/2012. W styczniu 2011 roku wystartował też czterokrotnie podczas zawodów z cyklu Pucharu Ameryki Północnej w kanadyjskim Calgary. W dwóch konkursach dwójek oraz dwóch konkursach czwórek za każdym razem plasował się na 2. lokacie. Jak dotąd były to jego jedyne występy w zawodach tej rangi. Podczas kariery juniorskiej wystąpił również w dwóch edycjach mistrzostw świata juniorów, w których wywalczył 4 medale, w tym 3 złote. Podczas zawodów w Park City w 2011 roku zdobył złoto w dwójkach oraz srebro w czwórkach. Dwa lata później w Igls był już najlepszy w obu tych konkurencjach.
W zawodach z cyklu Pucharu Świata zadebiutował w styczniu 2012 roku. Debiutancki konkurs w szwajcarskim Sankt Moritz zakończył dyskwalifikacją, jednak dzień później uplasował się na 10. lokacie zdobywając tym samym pierwsze pucharowe punkty. Na pierwsze podium w zawodach tej rangi czekał do listopada tego samego roku, kiedy to w amerykańskim Lake Placid zajął 3. pozycję w konkursie dwójek. W swojej karierze wielokrotnie zwyciężał oraz stawał na podium zawodów PŚ. Jako pierwszy bobsleista w historii wygrał wszystkie 8 rozegranych konkursów dwójek w trakcie jednego sezonu. Dokonał tego w sezonie 2018/2019. Wielokrotnie zwyciężał również w klasyfikacji generalnej PŚ dwójek, czwórek oraz kombinacji. Najlepszy w dwójkach był w sezonach: 2016/2017, 2018/2019, 2019/2020 oraz. W czwórkach z kolei triumfował w sezonach 2018/2019, 2019/2020 i 2020/2021. Natomiast w klasyfikacji kombinacji, łączącej występy w dwójkach i czwórkach najlepszy okazywał się w sezonach 2016/2017, 2018/2019, 2019/2020 oraz 2020/2021.
W zawodach rangi mistrzostw świata zadebiutował w Königssee w 2011 roku. Już w pierwszym występie zdobył złoty medal w rywalizacji drużynowej. Od 2013 roku rozpoczął serię występów w czempionatach, w trakcie której z każdej imprezy przywoził medale. W 2013 roku w Sankt Moritz był najlepszy w dwójkach oraz zdobył srebrny medal w rywalizacji drużynowej. Dwa lata później w Winterbergu w obu tych konkurencjach zdobywał już złote medale. Zawody w 2016 roku w Igls przyniosły Niemcowi kolejne złoto w rywalizacji dwójek oraz srebro w rywalizacji czwórek. Od 2017 roku rozpoczęła się dominacja Friedricha. Podczas czterech kolejnych imprez mistrzowskich, kolejno w Königssee w 2017 roku, Whistler w 2019 roku oraz Altenbergu w 2020 i 2021 roku okazywał się najlepszy zarówno w rywalizacji dwójek jak i czwórek. 2019 rok przyniósł Niemcowi piąte kolejne złoto w konkurencji dwójek, co pozwoliło wyrównać rekordowe osiągnięcie włoskiego pilota Eugenio Montiego, który 5 tytułów z rzędu zdobył w latach 1957-1961.
W 2014 roku zadebiutował podczas igrzysk olimpijskich w Soczi, w trakcie których uplasował się na 6. pozycji w dwójkach oraz 8. w czwórkach. Cztery lata później, podczas igrzysk w Pjongczangu odniósł pierwsze sukcesy w rywalizacji olimpijskiej. W konkurencji dwójek, wraz z Thorstenem Margisem osiągnęli identyczny wynik jak drużyna kanadyjska pilotowana przez Justina Krippsa. Był to pierwszy olimpijski medal Niemca. W rywalizacji czwórek drużyna niemiecka pilotowana przez Friedricha ponownie okazała się najlepsza, tym razem zdobywając już złoty medal samodzielnie.
Odnosił również sukcesy podczas mistrzostw Europy. Zdobywał między innymi złote medale w rywalizacji dwójek w latach 2017, 2018, 2019 i 2021 oraz czwórek w 2021. Ponadto zdobywał srebrne medale w czwórkach w latach 2018 oraz 2020 oraz brąz w 2019 roku.

## Osiągnięcia

### Igrzyska olimpijskie
| Rok  | Miejsce    | Dwójki | Czwórki |
| ---- | ---------- | ------ | ------- |
| 2014 | Soczi      | 6.     | 8.      |
| 2018 | Pjongczang | 1.     | 1.      |
| 2022 | Pekin      | 1.     | 1.      |

### Mistrzostwa świata
| Rok  | Miejsce      | Dwójki | Czwórki |
| ---- | ------------ | ------ | ------- |
| 2011 | Königssee    | 11.    | –       |
| 2012 | Lake Placid  | 4.     | 9.      |
| 2013 | Sankt Moritz | 1.     | 13.     |
| 2015 | Winterberg   | 1.     | 4.      |
| 2016 | Igls         | 1.     | 2.      |
| 2017 | Königssee    | 1.     | 1.      |
| 2019 | Whistler     | 1.     | 1.      |
| 2020 | Altenberg    | 1.     | 1.      |
| 2021 | Altenberg    | 1.     | 1.      |

### Mistrzostwa Europy
| Rok  | Miejsce            | Dwójki | Czwórki |
| ---- | ------------------ | ------ | ------- |
| 2016 | Sankt Moritz       | 8.     | 4.      |
| 2017 | Winterberg         | 1.     | 5.      |
| 2018 | Igls               | 1.     | 2.      |
| 2019 | Königssee          | 1.     | 3.      |
| 2020 | Sigulda/Winterberg | –      | 2.      |
| 2021 | Winterberg         | 1.     | 1.      |

### Mistrzostwa świata juniorów
| Rok  | Miejsce   | Dwójki | Czwórki |
| ---- | --------- | ------ | ------- |
| 2011 | Park City | 1.     | 2.      |
| 2013 | Igls      | 1.     | 1.      |

### Puchar Świata
| Sezon     | Dwójki | Czwórki | Kombinacja |
| --------- | ------ | ------- | ---------- |
| 2011/2012 | 27.    | 27.     | 26.        |
| 2012/2013 | 6.     | 19.     | 12.        |
| 2013/2014 | 3.     | 7.      | 6.         |
| 2014/2015 | 4.     | 5.      | 4.         |
| 2015/2016 | 6.     | 2.      | 4.         |
| 2016/2017 | 1.     | 7.      | 1.         |
| 2017/2018 | 2.     | 2.      | 2.         |
| 2018/2019 | 1.     | 1.      | 1.         |
| 2019/2020 | 1.     | 1.      | 1.         |
| 2020/2021 | 1.     | 1.      | 1.         |